# مرسيدس بنز سي 112
مرسيدس بنز سي112 (بالإنجليزية: Mercedes-Benz C112) هي سيارة مبتكرة من صناعة مرسيدس بنز، أنتجت في 1991 كسيارة اختبارية خلفا لسيارات مرسيدس بنز سي111. رغم انها تحمل نفس التسلسل الرقمي لسيارات مرسيدس-بنز دبليو112 التي ضمت سيارت الليموزين والكوبيه في الستينات، لكن لم يكن هناك أي علاقة بسيارتين. كان الهدف من السيارات ان تكون مثالا لسيارة رياضية خارقة تسير على الطرقات العامة نظيرا لمرسيدس بنز سي 11 التي تسير على الحلبات. وهي من السيارات ذات أبواب جناح النورس. زودت السيارة بمحرك 6 لتر ب12 اسطوانة بقدرة 300 كـو (408 PS؛ 402 حصان).

## رقابة فاعلة على جسم السيارة
اعطى نظام الرقابة الفاعلة على جسم السيارة قدرا أكبر من الثبات عبر مجموعة من المستشعرات في كل عجلة. كما يقوم كمبيوتر السيارة بتقييم المعلومات من المستشعرات ويقوم بضبط التعليق وفقًا لذلك.